# Gran Sasso d'Italia
El Gran Sasso d'Italia (2.912 msmn) es un macizo de la cordillera de los Apeninos, situado en la sierra de los montes Abruzos, en la frontera entre las provincias de Teramo y L'Aquila. 
La montaña Corno Grande es el pico más alto de todos los Apeninos y una de las más altas de Italia.